# André Briat
André Briat – francuski kierowca wyścigowy.

## Kariera
W wyścigach samochodowych Briat startował głównie w wyścigach zaliczanych do klasyfikacji Mistrzostw Świata Samochodów Sportowych. W latach 1951-1953 Francuz pojawiał się w stawce 24-godzinnego wyścigu Le Mans. W pierwszym sezonie odniósł zwycięstwo w klasie S 750, a w klasyfikacji generalnej był 24.